# Haurkuning (Nusaherang)
Haurkuning is een bestuurslaag in het regentschap Kuningan van de provincie West-Java, Indonesië. Haurkuning telt 3729 inwoners (volkstelling 2010).